# Ratpenat de Rosset
El ratpenat de Rosset (Myotis rosseti) és una espècie de ratpenat de la família dels vespertiliònids. Viu a Cambodja, Laos i Tailàndia. El seu hàbitat natural són les zones pertorbades. És una espècie en risc mínim, és a dir, no sembla que hi hagi cap amenaça significativa per a la seva supervivència.